# Елізабет Блекберн
Елізабет Блекберн Елен (англ. Elizabeth Helen Blackburn; нар. 26 листопада 1948, Гобарт, Австралія) — американська науковиця, цитогенетикиня, лауреатка Нобелівської премії з фізіології або медицини за 2009 рік спільно з Керол Грейдер та Джеком Шостаком з формулюванням «за відкриття механізмів захисту хромосом теломерами та ферменту теломерази».

## Біографія
Народилася 26 листопада 1948 року в місті Гобарт, Австралія. Вона була другою із семи дітей у сім'ї практикуючих лікарів (Harold і Marcia). З дитинства була надзвичайно допитливою, захоплювалася тваринами і навіть тримала вдома пуголовків у скляних банках. Елізабет Блекберн надихали наукові пошуки та історія життя Марії Склодовської-Кюрі, яку вона часто перечитувала. Свою кімнату майбутня науковиця прикрашала малюнками амінокислот.
Освіту здобула в Університеті Мельбурна (Австралія): бакалаврат (B.Sc., 1970) і магістратура (M.Sc., 1972) з біохімії, а також у Darwin College, Cambridge.
Докторський ступінь (Ph. D.) здобула 1975 року в Кембриджському університеті, Англія, а в 1975—1977 роках працювала у галузі молекулярної і клітинної біології в Єльському університеті (Коннектикут, США).
У 1978 році Блекберн влаштувалася на роботу в Каліфорнійський університет в Берклі, Department of Molecular Biology (кафедра молекулярної біології).
У 1985 році Блекберн разом із Керол Грейдер відкрила фермент теломеразу.
У 1990 році перейшла на роботу в Department of Microbiology and Immunology в Каліфорнійському університеті в Сан-Франциско(UCSF), де очолювала цей відділ з 1993 по 1999 роки.
У 2007 році журнал Time Magazine назвав Блекберн серед 100 найвпливовіших людей світу (100 Most Influential People in The World).

## Нагороди та звання
- Національна академія наук США — Award in Molecular Biology (1990)
- Почесна докторка наук Єльського університету (1991)
- Harvey Society Lecturer at the Harvey Society in New York (1990)
- UCSF Women's Faculty Association Award
- Australia Prize (1998)
- Міжнародна премія Гайрднера (1998)
- Премія Харві (1999)
- Keio Prize (1999)
- Вчена року в штаті Каліфорнія, (California Scientist of the Year) в 1999 у
- American Association for Cancer Research — GHA Clowes Memorial Award (2000)
- American Cancer Society Medal of Honor (2000)
- AACR-Pezcoller Foundation International Award for Cancer Research (2001)
- General Motors Cancer Research Foundation Alfred P. Sloan Award (2001)
- Медаль Уїлсона (Цитологія) від імені American Society for Cell Biology (2001)
- Robert J. and Claire Pasarow Foundation Medical Research Award (2003)
- Dr A.H. Heineken Prize for Medicine (2004)
- Премія Альберта Ласкера за фундаментальні медичні дослідження (спільно з Керол Грейдер та Джеком Шостаком) (2006)
- Премія Грубера (2006)
- Louisa Gross Horwitz Prize (спільно з Керол Грейдер і Джозефом Галлом) (2007)
- Премія L'Oréal — ЮНЕСКО для жінок за внесок у науку L'Oréal-UNESCO Award for Women in Science (2008)
- Mike Hogg Award (2009)
- Нобелівська премія з фізіології або медицини (2009) (спільно з Керол Грейдер та Джеком Шостаком)[8]

## Академії і спілки
- Обрана:
  - Президентом Американського товариства клітинної біології у 1998 році
  - Членом:
    - American Academy of Arts and Sciences (1991)
    - Лондонського королівського товариства (1992)
    - Американської академії мікробіології (1993)
    - American Association for the Advancement of Science (2000)

  - Іноземний член (Foreign Associate) Національної академії наук США (1993)
  - Член Institute of Medicine (2000)
  - Board member of the Genetics Society of America (2000–2002)